# Інститут екогігієни та токсикології ім. Л. І. Медведя
Інститут екогігієни та токсикології ім. Л. І. Медведя — державний науково-медичний заклад України.

## Історія
Інститут заснований в 1964 академіком, заслуженим діячем науки УРСР Левком Медведем як Всесоюзний науково-дослідний інститут гігієни і токсикології пестицидів, полімерних матеріалів та пластичних мас (ВНДІГІНТОКС), підпорядкований МОЗ СРСР. З 1991 у підпорядкуванні МОЗ України. 
Назва: 
- 1994—1997 — Інститут здоров'я ім. Л. Медведя;
- Від 1997 — Інститут екогігієни і токсикології ім. Л. Медведя МОЗ України.

Інститут бере участь у діяльності міжнародної медичної та наукової спільноти, працює постійний комітет європейського регіонального комітету ВООЗ.

## Діяльність
Займається проведенням комплексних токсикологічних, гігієнічних, хіміко-аналітичних та клінічних досліджень за такими основними напрямками:
- виявлення механізмів патологічної дії шкідливих хімічних факторів навколишнього середовища на здоров'я людини, визначення ступеня їхньої небезпеки та оцінка ризику;
- підготовка проектів законодавчих та нормативних актів у галузі охорони здоров'я;
- санітарно-гігієнічна експертиза та розробка критеріїв, показників, нормативних величин, що гарантують безпеку під час виробництва та застосування вітчизняної та імпортної продукції;
- розробка наукових засад інформатизації гігієнічних та токсикологічних досліджень, санітарно-гігієнічної експертизи, державного санітарно-епідеміологічного нагляду;
- надання медичної допомоги та моніторинг здоров'я осіб, які зазнали шкідливого впливу хімічних факторів.

Результати наукових розробок інституту мають теоретичне значення та лягли в основу створення системи профілактичних заходів щодо безпечного застосування пестицидів, агрохімікатів, полімерних та пластичних мас.
Інститут атестований та аккредитований Міністерством охорони здоров'я України на право гігієнічної регламентації пестицидів та агрохімікатів, полімерних та синтетичних матеріалів, хімічних речовин, харчових продуктів та інших супутніх товарів, розробки та затвердження токсиколого-гігієнічного паспорта. А також проведення санітарно-гігієнічної експертизи, токсиколого-гігієнічних та медико-біологічних досліджень та обґрунтування висновків щодо можливостей ввезення, застосування та реєстрації в Україні:
- пестицидів та агрохімікатів;
- полімерних та синтетичних матеріалів та виробів з них;
- харчових продуктів та продовольчої сировини, супутніх матеріалів, технологій та обладнання для харчової промисловості;
- будівельних матеріалів;
- меблів;
- лакофарбових матеріалів та клейових композицій;
- виробів медичного призначення та засобів особистої гігієни;
- товарів дитячого асортименту;
- засобів побутової хімії та парфумерно-косметичної продукції.

В інституті функціонує центр санітарно-гігієнічної експертизи та сертифікаційних випробувань харчових продуктів, матеріалів та речовин, що застосовуються у харчовій промисловості (ЦЕСІ), акредитований Міністерством охорони здоров'я та Держстандартом України на технічну компетентність та незалежність.
Медичну допомогу особам, які мають контакт з хімічними речовинами, надає Клініка ЕКОГІНТОКСУ у складі якої функціонують такі структурні підрозділи:
- консультативна поліклініка;
- лабораторно-діагностичне відділення;
- стаціонар з відділеннями алергологічного, неврологічного, кардіологічного та гастроентерологічного профілю;
- науковий відділ професійної та екологічно залежної патології;
- науковий відділ дієтології, лікувального та спеціального харчування.

Інститут виконує науково-дослідні, експертні токсиколого-гігієнічні, санітарно-мікробіологічні та арбітражні дослідження за контрактами (угодами), договорами з вітчизняними та зарубіжними фірмами, підприємствами, організаціями.